# フィリピン・フットボールリーグ
フィリピン・フットボールリーグ（英: Philippines Football League、略称：PFL）は、フィリピン国内におけるプロサッカーリーグである。

## 歴史
2016年限りで廃止されたユナイテッド・フットボールリーグに代わり、正式なプロリーグとして2017年より発足された。
最初のシーズンである2017年はセレス・ネグロスFC、ダバオ・アギラスFC、グローバル・セブFC、イロコス・ユナイテッドFC、JPVマリキナFC、カヤFC-マカティ、FCメラルコ・マニラ、スタリオン・ラグナFCの8クラブが参加。リーグ戦の上位4クラブがノックアウト方式のファイナルズ・シリーズに進出し、セレス・ネグロスが優勝した。
2018年シーズンは前年の8クラブ全てにライセンスが交付されていたものの、1月8日にメラルコ・マニラが財政難から活動停止を発表し、さらに1月18日にはイロコス・ユナイテッドも離脱して、6クラブで競うことになった。これによりファイナルズシリーズは廃止された。カヤFCがマカティからイロイロに移ったこの年はセレス・ネグロスが連覇した。
財政難から消滅するクラブが相次いだことから2018年暮れにPFLの再編に関する構想が出てきた。しかし12月15日、PFLの将来が不透明になったとしてダバオ・アギラスがダバオ市におけるインフラ整備や育成プログラムに注力する方針を示し、トップチームの活動停止を発表した。日本の湘南ベルマーレとパートナーシップを締結してわずか3ヶ月後のことである。
2019年初め、PFLに代わるリーグとしてフィリピン・プレミアリーグ (PPL) が創設された。JPVマリキナも財政難で消滅し、スタリオン・ラグナとグローバルはPPLに不参加を決めたため、セレス・ネグロス、カヤ-イロイロに加えてグリーン・アーチャーズ・ユナイテッドFC、メンディオラFC 1991、フィリピン・エアフォースFCの5クラブで競うことになった。しかし、開幕前にセレス・ネグロスも離脱してしまい、4月27日の第1節を消化した後の5月4日にフィリピンサッカー連盟はPPL運営会社との契約を打ち切り、PPLは中止された。
紆余曲折を経て、PFLはセレス・ネグロス、マカティに移転したグローバル、グリーン・アーチャーズ・ユナイテッド、カヤ-イロイロ、メンディオラ、フィリピン・エアフォース、スタリオン・ラグナの7クラブが参加して5月25日から再開することが決まった。2019年シーズンもセレス・ネグロスが優勝し、3連覇を成し遂げた。
2019年シーズン終了後の11月26日、カタール航空とオフィシャルパートナー契約を締結した。契約期間は2022年まで。
2020年シーズンはグリーン・アーチャーズ・ユナイテッドが参加を見送り、代わってU-23サッカーフィリピン代表がPFLに参戦する。

## 歴代優勝クラブ
- 2017：セレス・ネグロスFC
- 2018：セレス・ネグロスFC
- 2019：セレス・ネグロスFC
- 2020：ユナイテッド・シティFC
- 2021：新型コロナウイルス感染拡大により中止
- 2022：カヤ・イロイロ